# Laberinto de hierba (película)
Laberinto de hierba o Laberinto en el campo (草迷宮 Kusa meikyū?) es una película dirigida por Shūji Terayama y basada en la novela del mismo nombre de Kyoka Izumi.
En 1979, se proyectó en unos 30 cines de París como parte de la antología Collections privées, producida por el productor de cine francés Pierre Braunberger, junto con otros dos episodios, L'ile aux sirenes  (dirigida por Just Jaeckin) y L'Armoire (dirigida por Walérien Boroswick).
Se estrenó en Japón en 1983 con motivo de un especial conmemorativo de Shūji Terayama, que había fallecido ese mismo año. La película fue el debut cinematográfico del actor Hiroshi Mikami.

## Reparto
- Hiroshi Mikami como Akira (niño)
- Takeaki Wakamatsu como Akira (joven)
- Keiko Niitaka como la madre
- Yasumi Nakasuji como Chiyome
- Miho Fukuya como Midori
- Juzo Itami como anciano / monje / director